# Большой Анюй
Большо́й Аню́й (в верховье Левый Илюкэйвеем) — река в Чукотском автономном округе и Якутии. Длина — 654 км (с рекой Левый Илюкэйвеем — 693 км). Площадь водосбора 57 300 км².

## Исторические сведения
Название в переводе с чук. Вылгилвээм — «берёзовая река». Вдоль правого берега Большого Анюя проходила старинная дорога казаков-первопроходцев из Сибири в Анадырский острог.

## Гидрография
Берёт начало на Анадырском плоскогорье на высоте 700—800 м нум. В верховьях имеет горный характер, отличается слабым извилистым устьем. Ширина меженного русла не более 120 м, паводочного 300 м; глубина на плёсах в среднем 1,7 м, на перекатах 0,5 м. Скорость течения в пределах 1,5—4 м/с.
В среднем течении русло сильно разветвляется, ширина составляет 300—400 м. Глубина на плёсах доходит до 3 м, на перекатах 0,7 м.
В низовьях протекает по сильно заболоченной Анюйской низменности в окружении множества озёр. Ширина русла увеличивается до 500—700 м, глубина до 4 м, скорость течения не более 1 м/с.
Сливаясь с Малым Анюем образует правый приток реки Колымы — реку Анюй.
Замерзает в начале октября, вскрывается в начале июня.

## Хозяйственная деятельность
Река судоходна в нижнем течении. Развито рыболовство. В бассейне Большого Анюя разрабатываются многочисленные месторождения россыпного и коренного золота, также обнаружены запасы олова, вольфрама и ртути.

## Притоки
Объекты перечислены по порядку от устья к истоку.
- 12 км: водоток виска Злудинка
- 20 км: водоток виска Верхняя
- 20 км: водоток виска Нижняя
- 28 км: река без названия
- 33 км: Баёково(Хива)
- 42 км: водоток виска Антохинская
- 46 км: Яровая
- 66 км: водоток пр. Константиновская
- 88 км: водоток пр. Якутская
- 117 км: Камешкова
- 126 км: водоток протока без названия
- 157 км: Овражья
- 179 км: река без названия
- 199 км: река без названия
- 202 км: Брусянка
- 219 км: водоток протока без названия
- 220 км: Ветреновка
- 233 км: Сладкая
- 237 км: река без названия
- 240 км: река без названия
- 244 км: Кричальская
- 248 км: Ветвистый
- 260 км: река без названия
- 262 км: Банная
- 269 км: Мангазейка
- 283 км: Луганто
- 304 км: Кочкарная
- 312 км: Пеженка
- 324 км: Элекчан
- 355 км: Девиш
- 356 км: река без названия
- 372 км: Ближний
- 374 км: Ангарка
- 380 км: Баимка
- 384 км: Чёрная
- 391 км: река без названия
- 396 км: Агнаутала
- 396 км: Малый
- 404 км: Кривой
- 407 км: Орловка
- 417 км: Яшкин
- 418 км: Деревянный
- 425 км: Антипиха
- 427 км: Антипиха
- 432 км: Бургагчан
- 439 км: Алучин
- 446 км: река без названия
- 454 км: Развилка
- 455 км: Заозерный
- 459 км: Гнус
- 461 км: Каркасная
- 463 км: река без названия
- 483 км: Ничекваам
- 485 км: Нартовый
- 492 км: Куропаточный
- 501 км: Глухариный
- 504 км: Айнахкурген(в верховье Каменная)
- 507 км: Чимчемемель(в верховье Пр. Чимчемемель)
- 516 км: река без названия
- 518 км: Мая
- 529 км: Лосиха
- 536 км: Валунная
- 538 км: река без названия
- 542 км: река без названия
- 542 км: Яракваам
- 549 км: Великий
- 556 км: Гремучая
- 565 км: Озёрный
- 567 км: река без названия
- 568 км: Охотничья
- 573 км: река без названия
- 577 км: Лисья
- 581 км: Быстрянка
- 591 км: Песцовая
- 592 км: Рыбная
- 601 км: река без названия
- 606 км: Нижний Мегеренвеем
- 608 км: Нижний Вургувеем
- 615 км: Верхний Вургувеем
- 616 км: Нижний Кытэпваам
- 625 км: река без названия
- 626 км: Верхний Кытэпваам
- 634 км: река без названия
- 639 км: Верхний Мегеренвеем
- 641 км: река без названия
- 652 км: река без названия
- 654 км: Правый Илюкэйвеем
- 662 км: река без названия